# 東館站

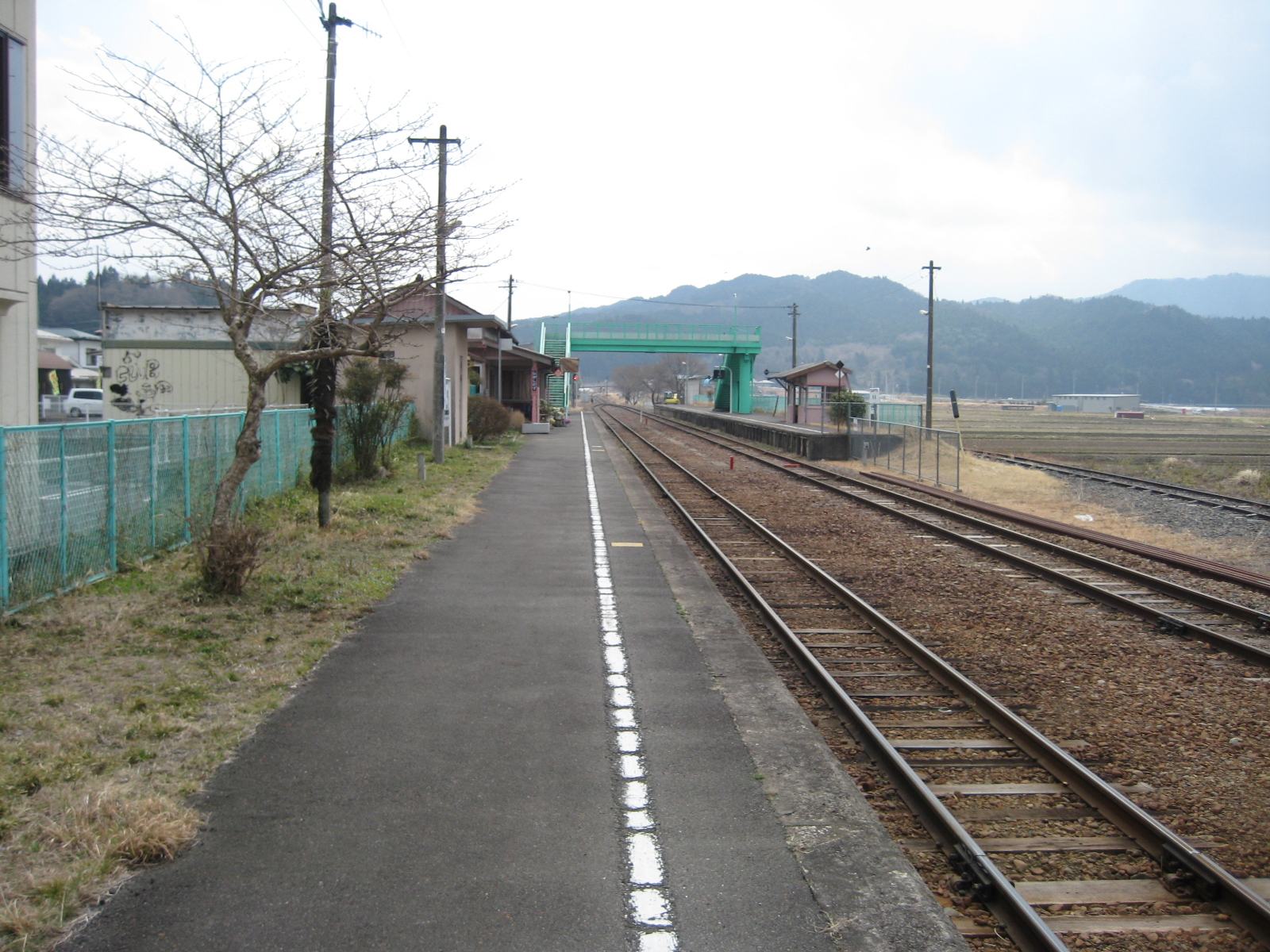
月台望向水戶一方

東館站（日语：／ Higashidate eki */?）是位於福島縣東白川郡矢祭町大字東舘字石田32號，東日本旅客鐵道（JR東日本）的水郡線車站。
車站名稱的日文寫法為「東館」，但是現在官方地名的日文寫法為「東舘」。

## 歷史
- 1930年（昭和5年）4月16日：此站啟用。
- 1983年（昭和58年）6月1日：水郡線CTC化。此站成為無人車站。列車交會設備仍然存在。大樓內委托了地方公共團體負責出售票車（簡易委託）。
- 1987年（昭和62年）4月1日：伴隨國鐵分割民營化，車站由東日本旅客鐵道（JR東日本）營運[1]。

## 車站構造
此站是地面車站，設有2面2線的相對式月台。此站沒有車站大樓，在月台只有候車室。此站設有1條維護路軌車輛專用側線。兩月台之間設有跨線橋連接。
此站是由常陸大子站管理的簡易委託車站。

### 月台
| 月台         | 路線    | 上下行 | 方向     |
| ------------ | ------- | ------ | -------- |
| 車站大樓一方 | ■水郡線 | 上行   | 水戶方向 |
| 車站大樓對面 | ■水郡線 | 下行   | 郡山方向 |

參考
在旅客資訊上沒有編排月台號碼。

## 使用狀況
根據「JR東日本」，2019年度（令和元年度）1日平均乘車人次為54人。
| 乘車人次變化       | 乘車人次變化     | 乘車人次變化    |
| 年度               | 1日平均 乘車人次 | 參考資料        |
| ------------------ | ---------------- | --------------- |
| 2001年（平成13年） | 146              | [ 利用客数 2 ]  |
| 2002年（平成14年） | 140              | [ 利用客数 3 ]  |
| 2003年（平成15年） | 120              | [ 利用客数 4 ]  |
| 2004年（平成16年） | 123              | [ 利用客数 5 ]  |
| 2005年（平成17年） | 114              | [ 利用客数 6 ]  |
| 2006年（平成18年） | 123              | [ 利用客数 7 ]  |
| 2007年（平成19年） | 122              | [ 利用客数 8 ]  |
| 2008年（平成20年） | 113              | [ 利用客数 9 ]  |
| 2009年（平成21年） | 104              | [ 利用客数 10 ] |
| 2010年（平成22年） | 98               | [ 利用客数 11 ] |
| 2011年（平成23年） | 100              | [ 利用客数 12 ] |
| 2012年（平成24年） | 96               | [ 利用客数 13 ] |
| 2013年（平成25年） | 101              | [ 利用客数 14 ] |
| 2014年（平成26年） | 91               | [ 利用客数 15 ] |
| 2015年（平成27年） | 93               | [ 利用客数 16 ] |
| 2016年（平成28年） | 88               | [ 利用客数 17 ] |
| 2017年（平成29年） | 89               | [ 利用客数 18 ] |
| 2018年（平成30年） | 80               | [ 利用客数 19 ] |
| 2019年（令和元年） | 54               | [ 利用客数 1 ]  |

## 車站周邊

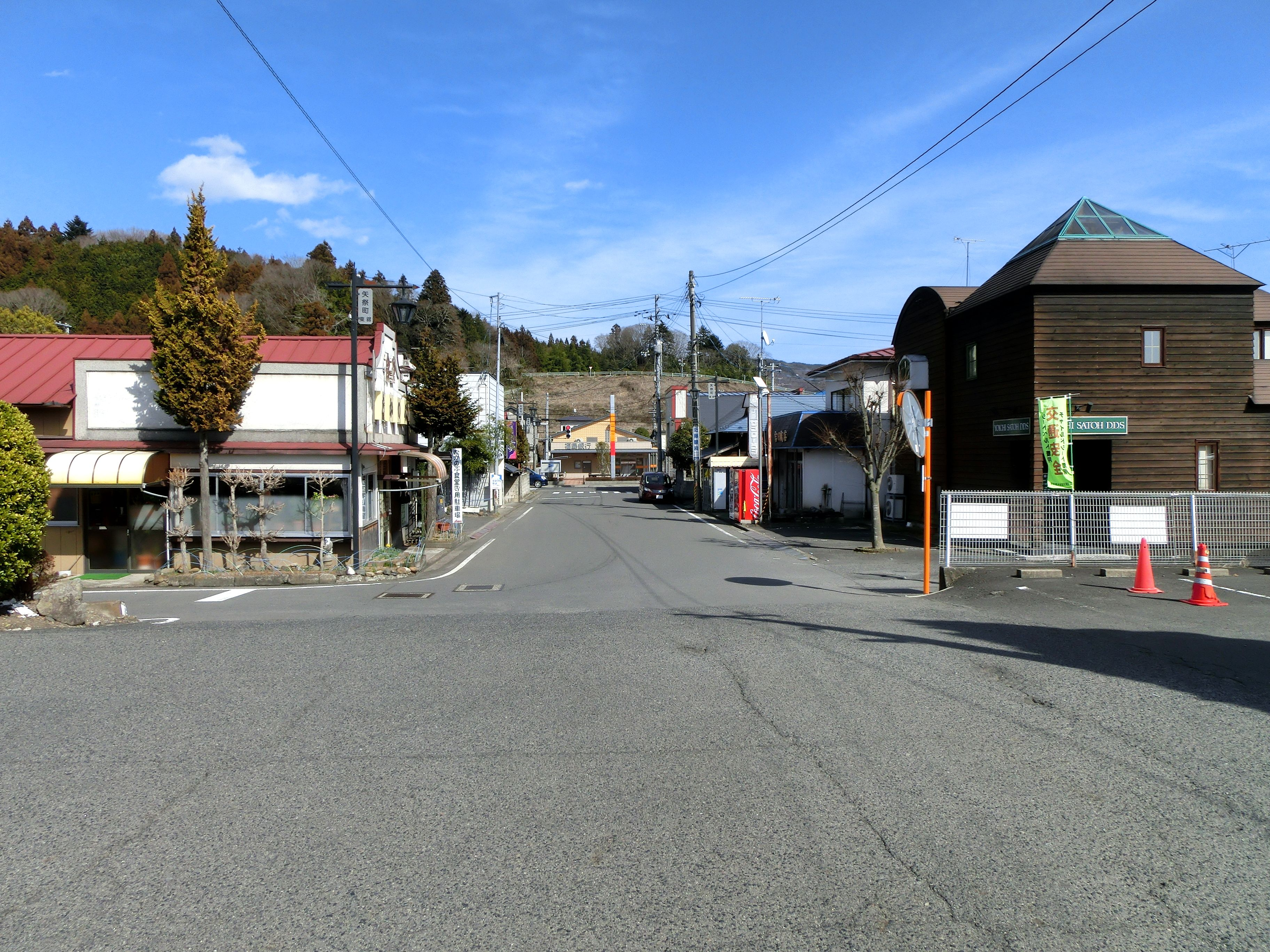
東館站前

- 矢祭郵局
- 福島交通東館車廠
- 矢祭町公所
- 國道118號（日语：国道118号）（茨城街道）
- 國道349號（日语：国道349号）
- 福島縣道173號東館停車場線（日语：福島県道173号東館停車場線）
- 福島縣道·茨城縣道195號下關河內小生瀨線（日语：福島県道・茨城県道195号下関河内小生瀬線）
- 福島縣道230號矢祭山八槻線（日语：福島県道230号矢祭山八槻線）
- 久慈川
- 田川（福島県）
- 瀧之澤溫泉
- 東館溫泉 Upal矢祭
- 矢祭町立矢祭中學
- 矢祭町立矢祭小學
- 矢祭勿體無圖書館（日语：矢祭もったいない図書館）
- 棚倉警署（日语：棚倉警察署）東館駐在所
- 棚倉警署矢祭駐在所
- 棚倉消防署矢祭分署
- 東西白河農業協同組合矢祭分店
- 矢祭工業團地
- 白河信用金庫矢祭分店
- 福島銀行矢祭分店
- 館山Refresh故鄉地

## 巴士路線
站前只有福島交通巴士路線駛經。曾經茨城交通設有巴士路線途經小中，並前往太田營業所（常陸太田站）。
- 東館車廠 - 棚倉站（日语：福島交通棚倉出張所#東館線）
- 追分 - 矢祭町公所·中學（日语：福島交通棚倉出張所#中学校・宝坂線）
- 上茗荷 - 東館車廠（日语：福島交通棚倉出張所#上茗荷線）
- 大垬明神 - 矢祭町公所·中學（日语：福島交通棚倉出張所#矢祭中学校・大垬線）（大垬明神 - 東館站之間為茨城交通巴士路線於福島縣內取消區間的替代運行路線（日语：廃止代替バス））

## 相鄰車站
東日本旅客鐵道（JR東日本）
■水郡線
矢祭山－東館－南石井

## 注腳

### 使用狀況
1. 1 2  . 東日本旅客鐵道.   [2020-07-16]. （原始内容存档于2020-07-10） （日语）.
2. ↑  . 東日本旅客鐵道.   [2019-03-01]. （原始内容存档于2019-04-02） （日语）.
3. ↑  . 東日本旅客鐵道.   [2019-03-01]. （原始内容存档于2019-04-02） （日语）.
4. ↑  . 東日本旅客鐵道.   [2019-03-01]. （原始内容存档于2019-04-02） （日语）.
5. ↑  . 東日本旅客鐵道.   [2019-03-01]. （原始内容存档于2019-04-02） （日语）.
6. ↑  . 東日本旅客鐵道.   [2019-03-01]. （原始内容存档于2017-08-08） （日语）.
7. ↑  . 東日本旅客鐵道.   [2019-03-01]. （原始内容存档于2019-03-27） （日语）.
8. ↑  . 東日本旅客鐵道.   [2019-03-01]. （原始内容存档于2017-08-08） （日语）.
9. ↑  . 東日本旅客鐵道.   [2019-03-01]. （原始内容存档于2019-04-02） （日语）.
10. ↑  . 東日本旅客鐵道.   [2019-03-01]. （原始内容存档于2019-04-02） （日语）.
11. ↑  . 東日本旅客鐵道.   [2019-03-01]. （原始内容存档于2016-03-27） （日语）.
12. ↑  . 東日本旅客鐵道.   [2019-03-01]. （原始内容存档于2019-04-02） （日语）.
13. ↑  . 東日本旅客鐵道.   [2019-03-01]. （原始内容存档于2019-04-02） （日语）.
14. ↑  . 東日本旅客鐵道.   [2019-03-01]. （原始内容存档于2016-03-04） （日语）.
15. ↑  . 東日本旅客鐵道.   [2019-03-01]. （原始内容存档于2019-03-26） （日语）.
16. ↑  . 東日本旅客鐵道.   [2019-03-01]. （原始内容存档于2017-08-12） （日语）.
17. ↑  . 東日本旅客鐵道.   [2019-03-01]. （原始内容存档于2019-02-14） （日语）.
18. ↑  . 東日本旅客鐵道.   [2019-03-01]. （原始内容存档于2019-03-25） （日语）.
19. ↑  . 東日本旅客鐵道.   [2019-07-21]. （原始内容存档于2019-07-05） （日语）.

## 外部連結
- 車站資訊（東館）：東日本旅客鐵道（日語）